# Madriu Perafita Claror
La valle del Madriu-Perafita-Claror è una valle glaciale a sud-est di Andorra. Si estende su una superficie di 42,47 km², circa il 9% della superficie totale di Andorra, ed è parte del secondo bacino idrografico più grande in Andorra. La valle isolata è riconosciuta come un rifugio per la fauna selvatica rara o minacciata di estinzione, e il fondo valle recentemente è stato considerato il "cuore spirituale" di Andorra. La valle è diventata il primo, e finora l'unico, Patrimonio dell'umanità andorrano dell'UNESCO nel 2004, con una piccola estensione nel 2006.
La valle è un paesaggio glaciale, con alti pascoli, rocce scoscese e ripide valli boscose; è delimitata da creste di montagna a sud, est e ovest, con il bordo sud che confina con la Spagna, e a nord da una scarpata che scende nella valle Valira. La valle è isolata dal resto di Andorra, e può essere raggiunta solo da sentieri transitabili a piedi. Case, terrazze con campi, sentieri, e resti di lavorazioni del ferro dimostrano i modi in cui le risorse naturali degli alti Pirenei sono stati utilizzati dagli abitanti locali per un periodo di oltre 700 anni, attraverso cambiamenti di clima, prosperità economica e strutture sociali.
Il paesaggio è dominato da valli a U scavate dai ghiacciai e da laghi dalle acque cristalline.
Due piccoli insediamenti, Entremesaigues e Ramio, si trovano nella stretta valle. Entrambi sono stati abitati per tutto l'anno fino a 50 anni fa, ma entrambi ora sono occupati solo in estate. Ci sono 12 case in tutto, costruite in granito locale con tetti di scisto. Ogni casa ha un grande granaio per la conservazione del grano e del fieno. Le case e le zone racchiuse vicino agli insediamenti sono le uniche aree di proprietà privata e rappresentano circa l'1% del territorio della valle.
Gli insediamenti sono circondati da campi terrazzati, che sono stati utilizzati per far crescere il frumento e la segale, ma ora per la maggior parte sono utilizzati per il pascolo. Il più alto campo ora cede il passo ad una foresta, che copre anche le aree sulle piste dove venivano coltivate le viti nel Medioevo. Grazie alle foreste è stato possibile produrre carbone fino al XIX secolo.
La fusione del ferro veniva effettuata con minerali di ferro della zona e si è svolta a valle, sulle sponde del fiume Madriu. La fucina è stata abbandonata nel 1790. 
Gli alti pascoli sono stati usati in estate da pecore, mucche e cavalli, con la terra di proprietà su una base comune fin dal Medioevo. I pastori trascorrono l'estate nelle Borders, piccole capanne di pietra con tetti erbosi. Gli animali da latte sono stati utilizzati per fare il formaggio.
Dopo un periodo di abbandono, molte delle strutture, come le capanne dei pastori, le tracce di sentieri, le cinte murarie e i campi, sono stati restaurati negli ultimi anni. Non ci sono piani per costruire una strada di accesso, e la terra è destinata ad essere sviluppata come un distintivo per la zona di allevamento di bestiame di alta qualità, e per il turismo limitato.